# オスマン・ヴェネツィア戦争 (1499年-1503年)
1499年から1503年のオスマン・ヴェネツィア戦争は、エーゲ海、イオニア海、アドリア海周辺の領土をめぐりオスマン帝国とヴェネツィア共和国が争った戦争である。第二次オスマン＝ヴェネツィア戦争（だいにじオスマン＝ヴェネツィアせんそう、英語: Second Ottoman–Venetian War）とも呼ばれる。提督ケマル・レイス率いるオスマン帝国軍は勝利を収め、1503年にはヴェネツィア軍に奪った利権を認めさせた。

## 戦闘

### 1499年
1499年1月、ケマル・レイスはガレー船10隻とその他4種類の船とともにコンスタンティノープルを出港し、1499年7月にオスマン帝国の大艦隊と合流、その指揮権を引き継いでヴェネツィア共和国と大規模な戦争に臨んだ。オスマンの艦隊は67隻のガレー船、20隻のガリオット、約200隻の小型船で構成されていた。8月になると、ケマル・レイスはゾンキオの海戦（別名サピエンツァの海戦（Battle of Sapienza）、第一次レパントの海戦）でアントニオ・グリマーニ率いるヴェネツィア海軍を破った。これは歴史上初めて船上で大砲が使用された海戦で、8月12日、20日、22日、25日の4日に分けて行われた。オスマン帝国の大艦隊とともにイオニア海に到達したケマル・レイスは、ゾンキオ岬付近でやはりアントニオ・グリマニの指揮する47隻のガレー船・17隻のガリオット・約100隻の小舟からなるヴェネツィア艦隊と遭遇し、重要な勝利を収めた。この戦いでケマル・レイスは、ヴェネツィアの有力者ロレダン家の一員であるアンドレア・ロレダン（Andrea Loredan）のガレー船を沈没させることに成功した。9月29日にはアントニオ・グリマーニが逮捕されたが、最終的には釈放され、後1521年にヴェネツィアのドージェ（Doge of Venice）となった。オスマン帝国のスルタだったバヤジット2世は、拿捕したヴェネツィアのガレー船のうち10隻をケマル・レイスに贈り、10月から12月にかけて艦隊をケファロニア島に駐屯させた。オスマン帝国のダルマチア内陸部への侵攻も、イサ・パシャとフェリズ・ベグ（Feriz Beg）の指揮下で1499年に開始された。

### 1500年

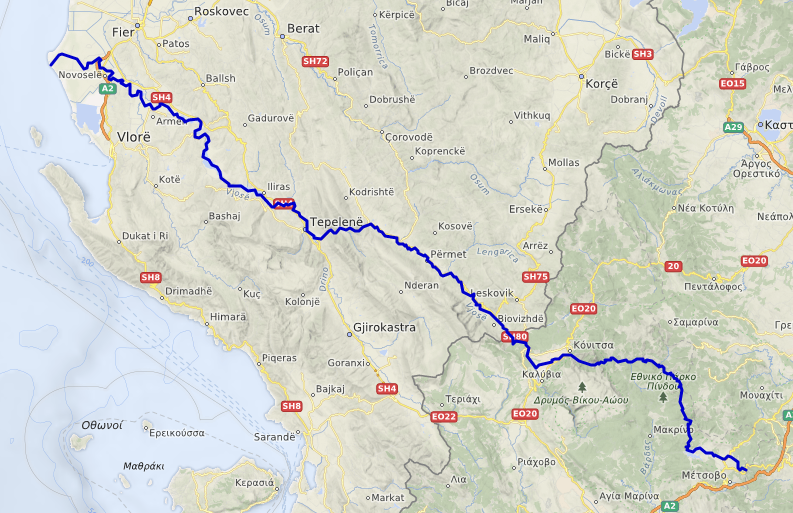
アーオス川の流域図。アルバニアにも跨っておりアルバニアではヴョーサ川（Vjosa）という。

1499年12月、ヴェネツィア人はイオニア海で失った領土を取り戻すべく、レパントを攻撃した。ケマル・レイスはケファロニア島を出航し、レパントをヴェネツィアから奪還した。ケマル・レイスは1500年4月から5月までレパントに滞在し、連れてきた15,000人のオスマン帝国の職人軍に船を修理させた。その後ケファロニアから出航し、コルフ島のヴェネツィア港を砲撃し、8月にはモドンの海戦で再びヴェネツィア艦隊を撃破した。ケマル・レイスは海上からモドン（現ギリシャ・メッシニア県のメトニ）の要塞を砲撃し、同地の町を占領した。その後、コロン（現メッシニア県のコロニ）沖でヴェネチア艦隊と交戦し、ヴェネチアのブリガンティンとこの町を同時に占領した。そこからケマル・レイスはサピエンツァ島に向かって船を進め、ヴェネツィアのガレー船レッツァ（Lezza）を沈めた。9月、ケマル・レイスはヴォイオウサ（希: Βοϊούσα（Voioussa）、アーオス川のこと）を襲撃し、10月にはレフカダ島のサンタマリア岬（Cape Santa Maria）にいたとされる。11月には作戦を終了し、コンスタンティノープルに帰還した。モドンの海戦で、トルコの艦隊と軍隊はギリシャ内のヴェネツィア領のほとんどを圧倒し、「共和国の両目」であったモドンとコロンは失われた。ドージェのアゴスティーノ・バルバリーゴ（在任: 1486年 - 1501年）はローマ教皇とカトリック両王に助けを求め、12月24日、ゴンサロ・フェルナンデス・デ・コルドバが指揮するスペイン・ヴェネツィア連合軍はセファロニア島を占領（サン・ジョルジョ城包囲戦）し、東ヴェネツィア領に対するオスマン帝国の攻勢を一時的に停止させた。

### 1501年-1503年
オスマン帝国のダルマチアへの侵攻はエスカレートし、ヴェネツィアはハンガリーのウラースロー2世と教皇アレクサンドル6世との間に、ハンガリー王国が南クロアチア領を積極的に防衛するためにヴェネツィアが年間14万ドゥカートを払ってヴェネツィア領ダルマチアの防衛の助けとするという条約に、長い交渉を経て1501年5月13日に調印させられるに至った。1501年、フェリツ・ベグはヴェネツィアのアルバニアにあるドゥラッツォ（現アルバニアのドゥラス）を占領した。1502年の終わりまでには、ヴェネツィアとオスマン帝国が休戦に合意。1503年1月31日、ヴェネツィアはウラースロー2世と再び条約を結んだ。すでに前回の条約によって124,000ドゥカートを支払っていたヴェネツィアは、同じ目的で年間30,000ドゥカートを支払うこととした。1503年、トルコの騎兵隊の襲撃は北イタリアのヴェネツィア領にまでおよび、ヴェネツィアはオスマン帝国の戦果を認めざるを得なくなり、戦争は終結した。この戦争でダルマチアのヴェネツィア都市は、後背地をオスマン帝国に占領され、経済に深刻な影響を受けることとなった。

## その後
1510年9月までに、ウラースロー2世はヴェネツィアと2つ目に結んだ条約の定める条件で、合計11万6000ドゥカートを受け取っていた。1508年以降、ウラースローはまたカンブレー同盟から、彼らと共にヴェネツィアと戦うよう圧力を受けていたが、ヴェネツィアの巧みな外交術がそれを防いだ。